# タルロ
『タルロ』（原題：ཐར་ལོ、中文題：塔洛、英語題：Tharlo）は、チベットの作家・映画監督であるペマ・ツェテンが自身の短編小説を映画化したモノクロ撮影の長編映画作品。
第72回ヴェネツィア国際映画祭オリゾンティ部門での上映の後、日本では第16回東京フィルメックスのコンペティション部門で上映され、『オールド・ドッグ』に続く2度目の最優秀作品賞と学生審査員賞をダブル受賞。2021年3月の岩波ホールにおける『映画で見る現代チベット』の特集が同ホールでの上映後、他都市へも巡回した。

## 出演
- 西徳尼瑪（シデ・ニマ）：タルロ
- 楊秀措（ヤンシクツォ）
- 金巴（ジンパ）

## スタッフ
- 監督・脚本：ペマ・ツェテン
- 撮影：呂松野（リュ・ソンイェ）
- 編集：宋冰
- 編集顧問：廖慶松（リャオ・チンソン）
- 録音：徳格才譲（ドゥッカル・ツェラン）

## 受賞
- 第16回東京フィルメックス：最優秀作品賞・学生審査員賞 受賞
- 第52回金馬奨：脚色賞 受賞
- 第23回北京大学生映画祭（中国語版）：最優秀芸術探求賞 受賞
- 第31回金鶏奨：最優秀中低価格ドラマ映画賞 受賞

## 日本での上映
- 2015年11月25日・26日 第16回東京フィルメックス
- 2020年3月16日・19日 TOKYO FILMeX in KYOTO 2020 東京フィルメックス -京都出張篇-
- 2021年3月13日〜19日・3月27日〜4月2日 映画で見る現代チベット (岩波ホールでの上映後、京都 [7]・名古屋[8]・長野[9]・埼玉[10]・大阪[11]・横浜[12]を巡回)
- 2021年10月27日・30日・11月11日 特集 映画で旅する世界(10/23-11/12) 元町映画館[13]
- 2024年2月16日・18日・20日 TOKYO FILMeX ペマ・ツェテン監督 特別追悼特集   [14]

## 参考
- 第16回東京フィルメックス 東京フィルメックス・コンペティション  『タルロ』
- チベット映画特集「映画で見る現代チベット」劇場未公開作品紹介④『タルロ』＜劇場未公開＞(配給会社によるnote記事)
- 岩波ホール 特集上映のサイト  『映画で見る現代チベット チベット映画特集』
- zh:塔洛 (電影)